# Дев'ятисегментний індикатор
Дев'ятисегментний індикатор - пристрій відображення цифрової і буквеної інформації. Це альтернатива більш простого семисегментного індикатора, що має два додаткових діагональних або вертикальних сегмента між верхнім, середнім, і нижнім горизонтальними сегментами. Це забезпечує найпростіший спосіб виведення буквенно-цифрових символів.

| Дев'ятисегментний індикатор.                        |
| --------------------------------------------------- |
| Демонстрація цифр на дев’ятисегментному індикаторі. |

Сьогодні 9-сегментні цифри застосовуються для написання на конвертах поштового індексу.

У деяких радянських електронних калькуляторах 1970-х років, таких як «Електроніка» 4-71б  [Архівовано 1 червня 2013 у Wayback Machine.] і Електроніка С2  [Архівовано 1 червня 2013 у Wayback Machine.], 9-сегментні індикатори використовувалися для виведення цифр. У болгарському мікрокалькуляторі "Elka 50m" індикатори стоять дев’ятисегментні, однак додаткові сегменти не задіяні, і вони використовуються як семисегментні.

Дев'ятисегментними є всі радянські індикатори на флуоресціючому склі.